# Pelegrina clemata
Pelegrina clemata là một loài nhện trong họ Salticidae.
Loài này thuộc chi Pelegrina. Pelegrina clemata được Levi & Herbert Walter Levi miêu tả năm 1951.